# Trifluoracetylgroep

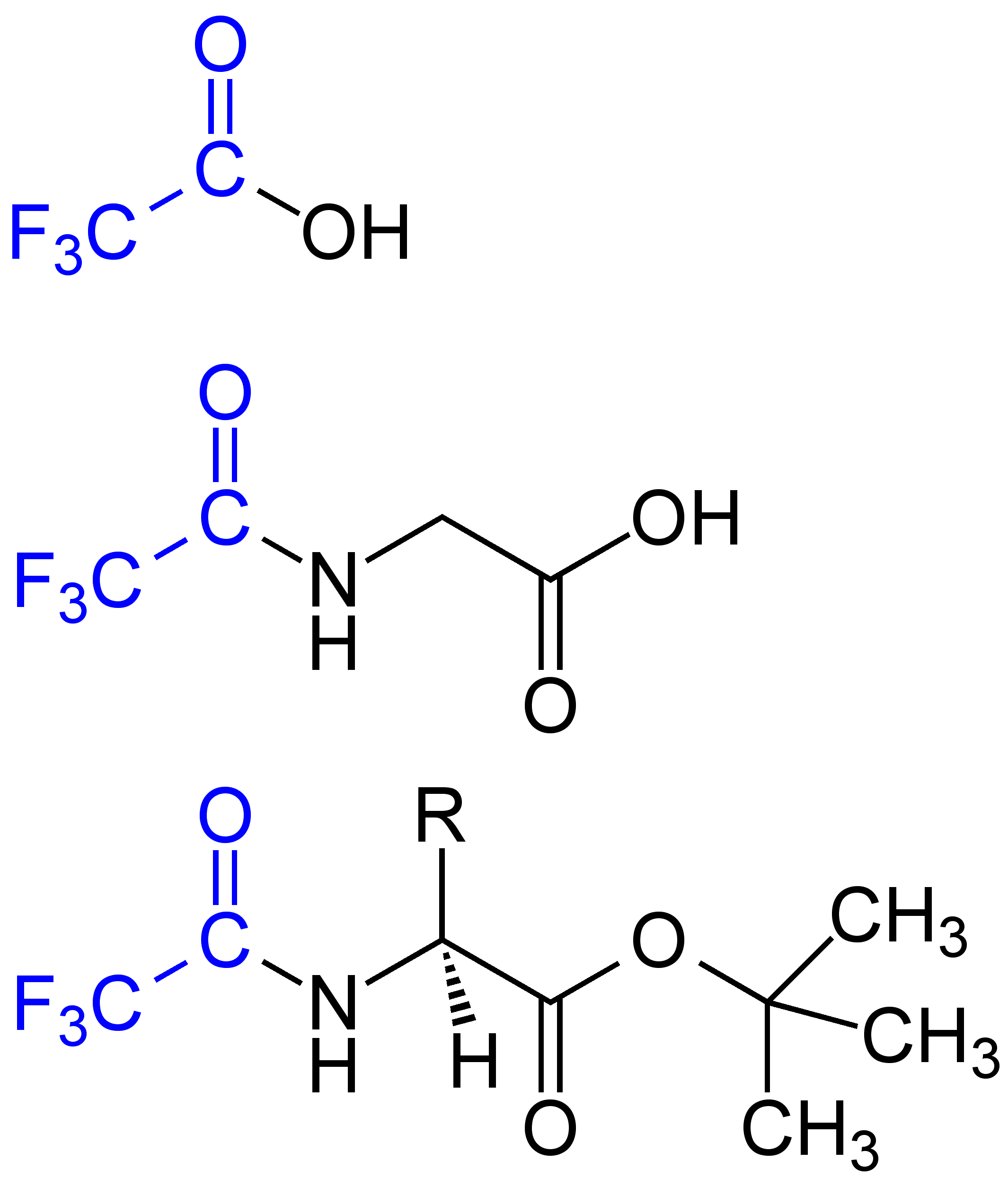
Structuurformule van een aantal trifluoracetylverbindingen.

Een trifluoracetylgroep is een functionele groep in de organische chemie, waarbij een trifluormethylgroep via een carbonylgroep is verbonden met de rest van de organische verbinding.

## Toepassingen
De trifluoracetylgroep wordt voornamelijk toegepast als beschermende groep om ongewenste nevenreacties met amines te verhinderen. Het belangrijkste toepassingsgebied van deze functionele groep ligt daarbij in de opbouw van peptiden uit aminozuren. Het amine-gedeelte wordt hierbij in watervrij trifluorazijnzuur met trifluorazijnzuuranhydride omgezet tot het trifluoracetylderivaat.
De trifluoracetylgroep is stabiel onder tal van reactieomstandigheden, maar wordt met sterke basen (natriumhydroxide, bariumhydroxide of ammoniak) gemakkelijk verwijderd.